# Центральний будинок (Оранжвілль, штат Іллінойс)
Центральний будинок — будівля готелю 1860-х років, розташована у містечку Оранжвілль, з населенням близько 800 осіб, в окрузі Стівенсон, штат Іллінойс, Сполучені Штати Америки. Будівля була побудована засновником Оранжвілля Джоном Боуером і функціонувала як готель від його будівництва до 1930-х років, коли вона почала використовуватись як житловий будинок. Триповерхова будівля була першою комерційною цегельною структурою в центрі міста Оранжвілль. Будівля побудована в італійському стилі середини 19 століття. Центральний будинок був доданий до Національного реєстру історичних місць США в 1999 році.

## Розміщення
Центральний будинок знаходиться на T-перехресті в центральному бізнесовому районі містечка з 800 осіб населенням Оранжвілль, штат Іллінойс, Сполучені Штати Америки. Оранжвілль, у графстві Стівенсон, знаходиться приблизно в двох милях (3,2 км) від кордону Іллінойс- Вісконсін. Високі вуличні схили піднімаються вгору до Річленд-Крік і на них розташовані історичні будівлі 19 століття. На вершині Високого схилу знаходиться Центральний будинок]. Загалом, чотири з п'яти будівель Національного реєстру історичних місць в Оранжвіллі знаходяться вздовж вулиці Хай-стріт;Союзний будинок, Народний Держбанк і Оранжвіль-Масонський Зал. Інші історичні будівлі, приблизно в трьох кварталах звідси, це Musser Building 1888року та Wagner Building 1906 року.

## Історія

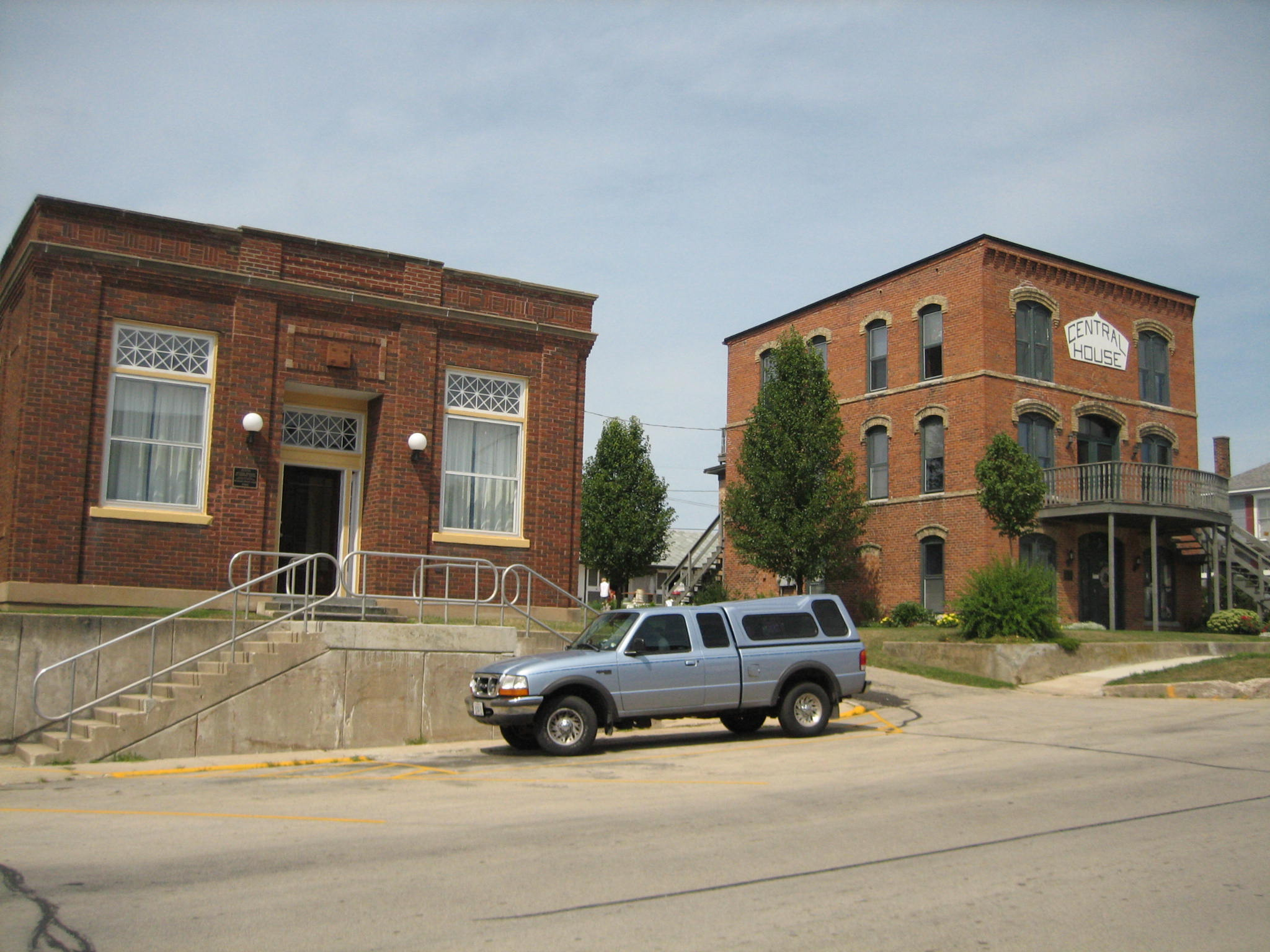

Центральний будинок був побудований в 1888 році Джоном Гойманом, зятем засновника міста Джона Бауера. Джон Бауер спочатку побудував готель на тому ж місці в 1867 році, але він згорів вщент в 1887 році. Це був перший цегляний комерційний будинок, і другий цегляний будинок в Оранжвіллі. З часу його будівництва до 1930-х років Центральний будинок функціонував як готель. Протягом 1930-х років будівля була перетворена на звичайний житловий будинок, яким він є і зараз. Незважаючи на те, що Центральний будинок пережив декілька реконструкцій та перебудов, він зберігає свою історичну цілісність.
Коли новий готель був побудований в 1888 році, на фасаді був прикріплений великий дерев'яний знак «Центральний будинок», оригінал якого був вилучений в 1920-х роках. До початку ХХ століття був доданий підвальний поверх. У 1911 р. Будинок зазнав декількох змін. Вони включали: обладнання приміщення сантехнікою, будівництво 10-на-13-футів (3,0 на 4,0 м) підсобного приміщення на задній панелі будівлі, будівництво окремої кухонної будівлі та знесення накриття на західному фасаді. Центральний будинок не мав електрики до 1920 року. У 1940-х роках кухня була перенесена до головної будівлі, а з 1950 по 1952 рік балкон другого поверху був знесений. Система опалення еволюціонувала від горщикових печей до системи гарячої води в радіаторах у 1920-х роках, а в 1960-х роках газові нагрівачі замінили цю систему.

## Архітектура

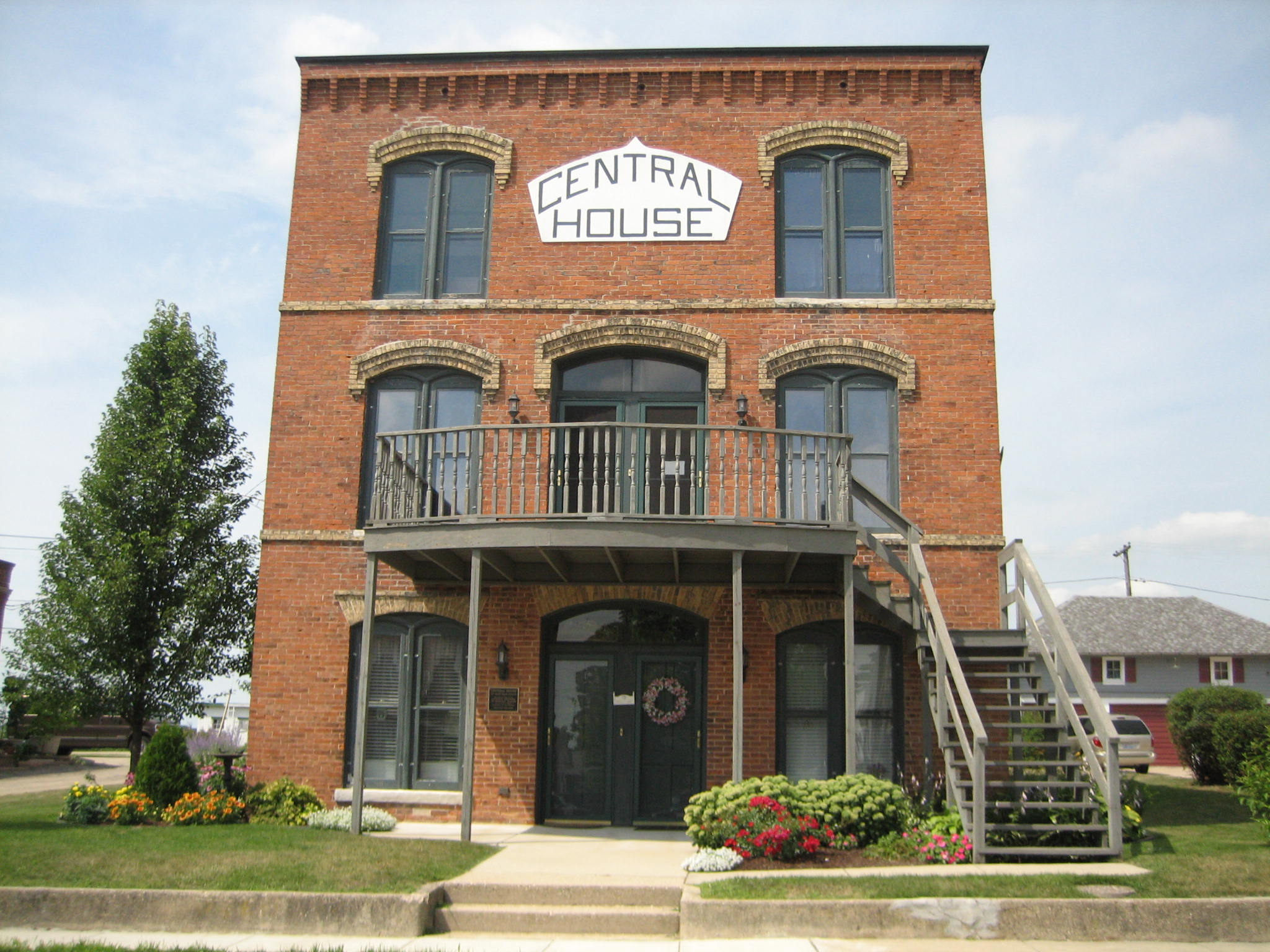
Оригінальний знак був вилучений протягом 1920-х років, а оригінальний балкон видалений у 1950-х роках.

Будівля 28-на-33-фути (8,5 на 10,1 м) має три поверхи, частковий підвал і двадцять кімнат. Десять кімнат були спеціально розроблені як спальні. Цегляна будівля розташоване на кам'яному фундаменті та збудована в італійському стилі середини 19 століття. Архітектура готелю являє собою аркові сегменти над вікнами на всіх фасадах та підлогах. Вікна з дерев'яними рамками є або оригінальними, або відновлені до оригінального вигляду. Вікна мають неглибокі навісні ліплення зроблені з м'якої цегли, які подвійно звисають. Оригінальний ґанок та балкон, знесені з невідомих причин в 1950-х роках, вимірювалися в 18 футів (5,5 м) і глибиною 10 футів (3 м). Майно центрального будинку складає один господарський будинок, п'ятиповерховий гараж, який датується приблизно 1910-х роками.. Один раз в гаражі замінювали дах, але він зберігає свою історичну цілісність.

## Значення
Центральний будинок є комерційно важливим як місце зустрічі громадян Оранжвілля та туристів. Він слугував житлом та їдальнею понад 60 років, і його будували з наміром стати центральним комерційним будинком в Оранжвіллі. Будівля залишається однією з найстаріших будівель в Оранжвіллі, і є єдиним готелем в історії містечка. Це також єдина триповерхова будівля в центральному бізнесовому районі Оранжвілля. Через своє місцеве значення будівлю було додано до Національного реєстру історичних місць США 20 травня 1999 року.